# V tom roce pitomém
V tom roce pitomém (1990) je koncertní album Jaromíra Nohavici. Obsahuje 13 písní a básničku Vlaštovky. Většinu písní složil sám, jedna je od Bulata Okudžavy, jedna od Vladimira Vysockého.

## Písničky
1. Jacek – 2:34
2. Na jedné lodi plujem – 2:27
3. V hospodě na rynku – 2:03
4. Setkání s Puškinem – 3:16 (originál Bulat Okudžava А всё-таки жаль (Былое нельзя), překlad Jaromír Nohavica)
5. Vlaštovky (básnička) – 1:06
6. Já neumím – 2:07
7. Přelezl jsem plot – 2:20
8. V tom roce pitomém – 1:33
9. Pochod marodů – 2:53
10. Děvenka Štěstí a mládenec Žal – 2:46
11. Když mě brali za vojáka – 2:40
12. Kopačák – 1:34
13. Pravda a Lež – 3:56 (originál Vladimir Vysockij Притча о Правде и Лжи, překlad Milan Dvořák)
14. O Jakubovi – 3:07